# 坊城俊克
坊城 俊克（ぼうじょう としかつ）は、江戸時代後期の公卿。坊城俊親の子。坊城俊明の養子。官位は従一位・大納言。

## 経歴
京都で誕生する。文化10年（1813年）叙爵。職事を長年にわたって務め、職事の主席である頭弁（蔵人頭兼右大弁）に昇る。嘉永3年（1850年）参議、左大弁。安政4年（1857年）権中納言となる。また議奏となり、安政6年（1859年）には武家伝奏として、条約勅許問題、水戸降勅、将軍継嗣問題、和宮降嫁など、朝幕の調停に大きく関与した。また文久元年（1861年）勅使として和宮降嫁に従って江戸に入り、武家伝奏任命の際の血誓を廃止することに成功した。
文久2年（1862年）大納言、元治元年（1864年）大宰権帥を兼任。慶応元年（1865年）従一位となるも、同年没。

## 系譜
- 父：坊城俊親
- 母：勧修寺経逸の娘
- 養父：坊城俊明（1782-1860）
- 妻：不詳
  - 長男：坊城俊章（1847-1906） - 坊城俊政の養子
  - 男子：八条隆吉
  - 次女：總子 - ふさこ、阿野公誠室
- 養子
  - 男子：坊城俊政（1826-1881） - 坊城俊明の六男